# Тяудок
Тяудок (вьет. Châu Đốc) — город провинциального подчинения на юге Вьетнама, в провинции Анзянг.
Расположен на границе с Камбоджей, на берегу реки Бассак, примерно в 250 км к западу от города Хошимин. Дорога из Хошимина на автобусе занимает около 6 часов. Примерно в 7 км к юго-западу от города расположена гора Шам, высота которой составляет 230 м над уровнем моря.
Площадь города — 105,29 км². По данным на 2013 год население города составляет 157 298 человек. По данным на 2003 года население Тяудока насчитывало 112 155 человек. В городе проживают вьеты, кхмеры и чамы.
В административном отношении подразделяется на 5 городских кварталов — Тяуфу А, Тяуфу Б, Нуйшам, Виньми, Виньнгуон — и 2 общины — Виньтяу и Виньте. Благодаря пограничному положению в городе развита торговля; важную роль в местной экономике играет туризм.